# Habronattus carpus
Habronattus carpus är en spindelart som beskrevs av Griswold 1987. Habronattus carpus ingår i släktet Habronattus och familjen hoppspindlar. Inga underarter finns listade i Catalogue of Life.